# Emil Sello

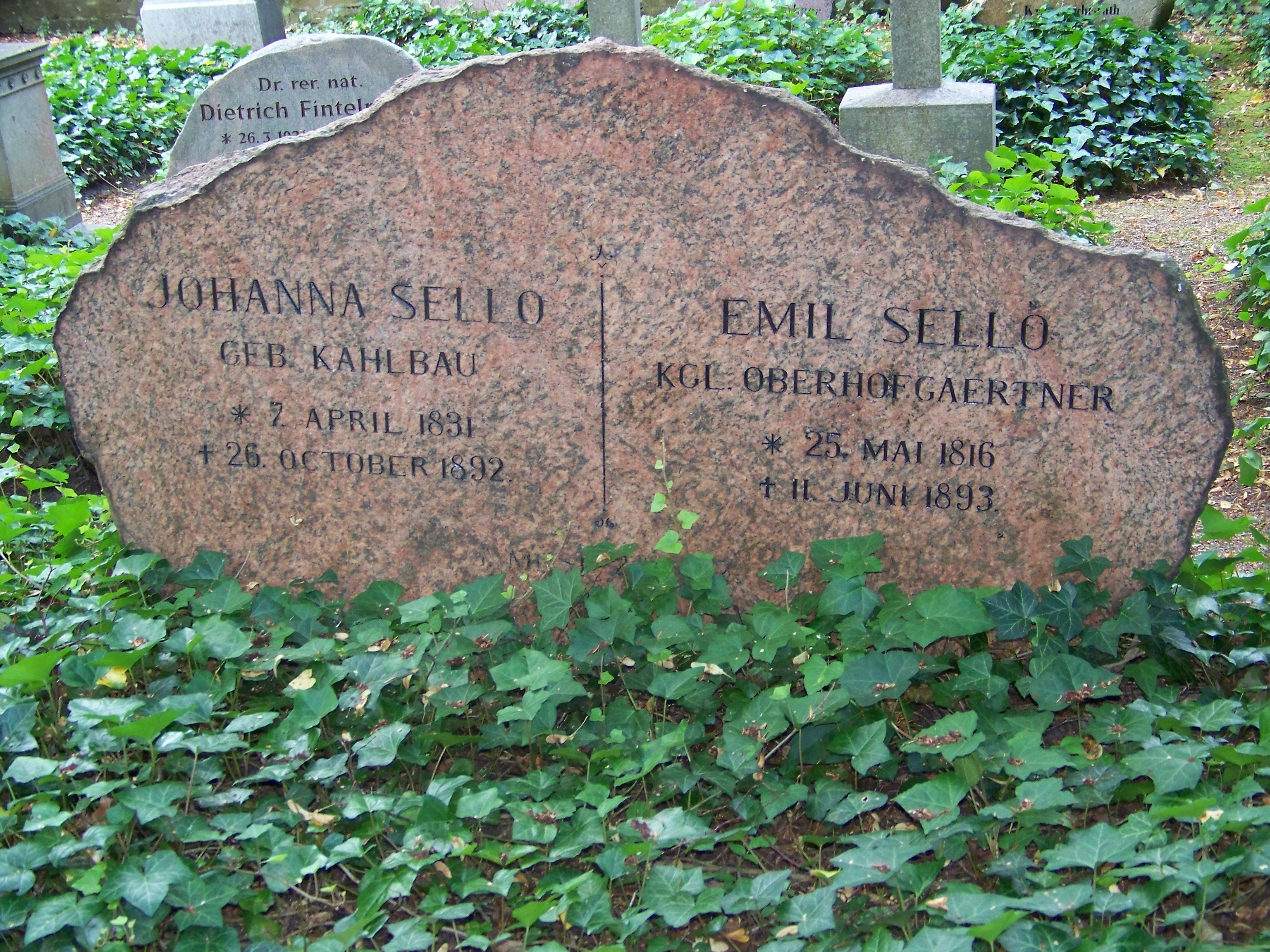
Grab auf dem Bornstedter Friedhof

Ludwig Emil Walter Sello (* 24. Mai 1816; † 11. Juni 1893) war ein deutscher Gärtner und Königlicher Hofgärtner in Potsdam.

## Leben
Emil Sello wurde am 24. Mai 1816 als Spross der Hofgärtner-Dynastie Sello (jüngster Sohn von Ludwig Sello (1775–1837), Bruder von Hermann Sello (1800–1876)) geboren.
Er war ein Schüler von Peter Joseph Lenné. 1854–91 war er Hofgärtner in den Revieren Außerhalb Sanssouci, Neues Palais und Charlottenhof.
Emil Sello starb am 11. Juni 1893. Er ist auf dem privaten Familienfriedhof der Sello in Bornstedt begraben, der ein Teil des Bornstedter Friedhofes ist. Auf dem „Sello-Friedhof“ liegt auch die Grabstätte seines Lehrmeisters Peter Joseph Lenné.

## Werke
- Krongut Bornstedt

Das Krongut Bornstedt hatte das Kronprinzenpaar Friedrich Wilhelm (der spätere Kaiser Friedrich III.) (1831–1888) und seine aus England stammende Frau Victoria (1840–1901) zu einem landwirtschaftlichen Mustergut ausgebaut. Das Kronprinzenpaar verbrachte dort einen Großteil des Sommers mit seinen Kindern.
Den beiden Nutzungen entsprechend wurde der zunächst von Lenné angelegte Pleasureground von Emil Sello zwischen 1873 und 1875 umgestaltet: Im engeren Umfeld um das Gut zwischen Herrenhaus und See entstand u. a. ein Rosengarten mit angrenzender Seebühne. Im weiteren Umfeld wurden die landwirtschaftlichen Flächen u. a. durch Gehölzpflanzungen  im Stile einer englischen „ornamented farm“ gärtnerisch „aufgeschmückt“. Das Kronprinzenpaar war mit der Familie Sello befreundet, die Kronprinzessin gärtnerischen Dingen sehr aufgeschlossen. Sie entwarf selbst Gärten für sich und ihre Verwandten, die Sello dann detaillierte und ausführte.
Vor einiger Zeit wurde der Bornstedter Rosengarten wiederhergestellt, allerdings mit modernen Rosen.
- Bornstedter Friedhof

Den Auftrag zu einer Umgestaltung des in unmittelbarer Nähe zum Krongut liegenden kirchlichen Friedhofes an seinen Hofgärtner Emil Sello gab ebenfalls der spätere Kaiser Friedrich III. Theodor Fontane beschrieb die beschauliche Anlage so: „Der Friedhof hat den freundlichen Charakter einer Obstbaumplantage.“ und „Was in Sanssouci stirbt, das wird in Bornstedt begraben.“
- Wildpark Potsdam

Das Forstgelände, schon seit dem 15. Jahrhundert als Jagdgebiet genutzt, wurde unter dem Großen Kurfürst eingefriedet und mit einem sternförmigen Wegesystem versehen. Ab 1840 legte Peter Joseph Lenné, der hier schon 1823 seine „Königliche Gärtner-Lehranstalt“ gründete, im Auftrage Friedrich Wilhelm IV. neue Wege und Eichen- und Buchenalleen mit reizvollen Ausblicken an. Der Großteil der parkartigen Strukturen des Lenné-Konzeptes wurde jedoch erst um 1865 durch Emil Sello umgesetzt. Diese Strukturen sind auch heute noch vorhanden, obwohl der Wildpark seit dem Zweiten Weltkrieg mangelnde Pflege erhielt und der in den 1950er Jahren angelegte Berliner Eisenbahnring den Park zerschneidet. Derzeit gibt es erneut – heftig umstrittene – Pläne für eine Potsdamer Umgehungsstraße durch den Wildpark.
- Umgestaltung des Gartens der Villa Liegnitz in Potsdam

- Bereich um das Neue Palais

Nach Lennés Tod 1866 wurde bis 1888 das Revier „Neues Palais“, in dem Emil Sello tätig war, der Zuständigkeit der Gartendirektion entzogen und direkt dem im Neuen Palais wohnenden Kronprinzenpaar unterstellt. Emil Sello (Anfang des 20. Jahrhunderts dann Georg Potente) gestaltete das Parterre vor dem Schloss und die angrenzenden Heckenquartiere um. Im nördlichen entstand ein Rosengarten, angrenzend ein Spiel- und Turnplatz für die Söhne der Kaiserfamilie.
- Verlängerung der Lindenallee

Emil Sello pflanzte im Auftrag von Friedrich III. die von Lenné als Verbindung vom Neuen Palais zum Golmer Luch geplante doppelreihige Lindenallee, die heute noch besteht.
(Quelle: ICOMOS-Bericht Potsdam)
- Prinzessinnenpalais, Berlin, Unter den Linden 5

Der seit 1740 zunächst als Barockgarten bestehende Garten am Prinzessinnenpalais wurde 1868 von Emil Sello von einem recht beengten Landschaftsgarten zu einem intimen Schmuckgarten umgeformt. Nach der Zerstörung im Zweiten Weltkrieg wurde 1964 das als Operncafé wiederaufgebaute Palais mit dem von Rolf Rühle gestalteten Garten der Öffentlichkeit übergeben. Die Trennung zwischen dem zuvor privaten Garten und dem die Oper umgebenden Bebelplatz sowie zur Straße „Unter den Linden“ ist heute durch Öffnung und Erweiterung des Gartens aufgehoben.